# Rèquiem (Stanford)
El Rèquiem per a quatre solistes, cor i orquestra, op. 63, de Charles Villiers Stanford fou compost l'any 1896, en memòria del seu amic el pintor Frederick Leighton, que havia mort a principis d'aquest any. Es va estrenar el 10 de juny de 1897 al Birmingham Musical Festival.

## Origen i context
Tot i haver nascut a Dublín, Stanford es va identificar profundament amb Anglaterra, on va establir la seva llar i va desenvolupar la seva carrera. Conegut com el "pare de la música coral anglesa", el seu llegat se centra sobretot en la música sacra per a l'Església anglicana. Les seves composicions litúrgiques, que inclouen càntics, himnes, rèquiems i peces per a orgue, es consideren entre les millors del gènere i continuen interpretant-se regularment en catedrals anglicanes d'arreu del món.
Hubert Parry i Charles Stanford són els compositors britànics més significatius dels que van precedir Elgar. Com a compositors i mestres, van establir les bases per al renaixement musical del final del segle xix. Nascut en una família de juristes eminents de Dublín, ja havia absorbit gran part del "cànon" de la música clàssica occidental abans d'entrar al Queens' College de Cambridge el 1870. Nomenat organista al Trinity College el 1874, va passar gran part dels següents tres anys estudiant a Alemanya. De tornada a Cambridge, va galvanitzar la Societat de Música de la Universitat amb les principals estrenes britàniques d'obres de Brahms, i va atreure a artistes com el director d'orquestra Hans Richter i el violinista Joseph Joachim.

## Moviments
- I. Introit - Adagio
- II. Kyrie - Allegro Tranquillo Ed Espressivo
- III. Gradual - Larghetto
- IV. Sequence - Dies Irae - Allegro Moderato Ma Energico
- V. Offetorium - Allegro
- VI. Sanctus - Allegro Non Troppo
- VII. Agnus Dei Et Lux Aeterna

## Música
El Rèquiem de Stanford, comparable en escala als de Berlioz i Verdi, destaca per l'ús expressiu dels quatre solistes i una escriptura vocal que combina eloqüència operística i simplicitat melòdica. La seva escriptura coral poderosa es complementa amb un estil orquestral sobri però efectiu. Utilitzant un text central de l'Església catòlica Romana Missa de profunctis (Missa de difunts) el Rèquiem és una obra fonamental en la producció de Stanford, ja que sintetitza la seva passió per l'òpera, la simfonia i la cançó. Stanford va injectar amb aquest Rèquiem una nova vida vibrant a la tradició coral anglesa, aportant una ambició gairebé simfònica a la música destinada al culte gràcies a la seva mestria com a simfonista.
És una obra enèrgica i plena de vitalitat, amb passatges de gran intensitat emocional. Presenta nombrosos moments de conflicte espiritual, alternats amb seccions líriques profundament commovedores. L’ús d’instruments solistes en l’acompanyament es va considerar innovador. Stanford recorre extensament als quatre solistes, tant individualment com en conjunt, en una escriptura vocal d’influència italianitzant. En alguns fragments, la textura coral té un caràcter gairebé operístic, mentre que en d’altres adopta la senzillesa melòdica pròpia d’una cançó.
L’obra s’inicia amb tres moviments breus: l’Introit, basat en un tema recurrent que aporta cohesió i serenitat; el Kyrie, que alterna tons foscos i brillants entre cor i solistes; i el Gradual, on destaca la soprano acompanyada de flauta i violí. El Dies irae, el moviment més extens, s’articula com una escena operística amb passatges contrastats: un inici contingut, un Tuba mirum brillant, un Confutatis enèrgic i un Pie Jesu serè. L’Offertorium es presenta com una marxa suau i optimista, mentre que el Sanctus té un to eteri. L’Agnus Dei adopta un ritme de marxa fúnebre, però finalment la Lux aeterna condueix el Rèquiem cap a un final lluminós i reflexiu, reprenent el tema inicial.